# 香港科技探索
香港科技探索（香港科技探索有限公司、英語: Hong Kong Technology Venture, HKTV）は、香港のテクノロジー企業。主な業務はオンラインショッピングのウェブサイトの「HKTV Mall」。
前身は民間テレビ局であるの香港電視網絡（香港電視網絡有限公司、英語: Hong Kong Television Network Limited,HKTV）。香港の通信系企業である城市電訊（City Telecom）が、放送業界への参入を目指して開設した放送局であったが、香港政府から無料放送免許の申請が却下されたため、ワンセグやインターネット方式による放送に切り替え、2014年11月19日に開局した。

## 概況
香港では、地上波テレビ局として亜洲電視 (ATV) および無綫電視 (TVB)の2局が放送していたが、ATVは長年の赤字経営と経営陣の頻繁な交代から香港の視聴者が興味を失っており、実質的にTVBの「一台独大」という市場独占状態となっていた。この状況を解消するため、香港特別行政区政府は2009年、新たに地上波放送局として免許を発行する方針を明らかにした。
多くの企業が放送局設立の動きを見せたが、城市電訊においても放送業界への参入を目指し、ひとまず2010年に「香港媒體製作」という番組制作会社を設立、さらに2012年に「城市電訊電視部」を設立して、放送局設立への準備を進めた。
城市電訊の会長であった王維基は、2008年にATVのCEOに就任し、中国中央政府の意向によらない香港独自の姿勢を貫く報道番組制作を打ち出し、経営陣の反感を買い、わずか12日で辞職を余儀なくされた経験がある。しかし放送への熱意は高く、遂には経営資源を放送局設立に注力するため、2012年4月に「城市電訊」の本体を売却して、同年12月4日には、社名を「香港電視網絡有限公司」に改めた。2月には将軍澳にスタジオなどの放送拠点となるビルの建設も開始し、将来に向けて番組制作も開始した。
王はインターネットと放送の融合にも積極的な考えを持っており、YouTubeにチャンネルを開設して、製作中の番組に関する情報や完成した番組を公開するなど、香港市民へ情報展開を積極的に行った。こういったこともあり同時に免許申請を行っている3局の中で、最も期待されている局でもあった。

## 免許申請失敗と市民の反応
香港電視網絡は積極的な活動を展開し、資産や放送設備の準備状況も順調であったが、2013年10月15日に発表された香港政府（行政長官と行政会議）からの新規免許発行予定局は、有線電視系の奇妙電視とPCCW系の香港電視娯楽の2局のみとなり、香港電視網絡の申請は却下された。
しかしながら、準備状況などに特段問題がなく、最も準備が進んでいたとみられ、免許が与えられると予測されていた香港電視網絡の申請が却下されたことは、各方面から疑念を呼んだ。特に香港政府からの明確な説明がなかったため、ATV在職時の王の発言と絡めて、中央政府から何らかの指示があったのではという臆測が流れた。王は「納得できない」との声明を発表するとともに、放送開始のめどが立たないことから、10月16日に社員320人を解雇するとともに、解雇された局員も交えて政府に対して免許未発行の理由を問い質す活動を開始した。香港市民からの反応も大きく、10月20日には局員と市民約3万人が、政府による理由説明と免許発行を求めて香港島をデモ行進し、政府庁舎前で座り込みを行うなどの抗議活動を展開した。多くの芸能人がこれらの活動を支援した。
香港政府からは、のちに「一度に3放送局に免許を申請し、一気に5局乱立の状況になった場合、放送局によっては経営状況が悪化し、正常な放送ができなくなる恐れがあるため、2局にのみ免許を与える決定をした」と説明した。かつて佳藝電視の倒産・停波を踏まえた理由ではあったが、多くの香港市民から疑問が持たれている。
2013年12月20日、香港電視網絡では、今後の放送形態をワンセグ方式による放送にすることを発表し、既に免許を所有している企業の買収を発表、同年7月1日より放送開始するための準備を開始すると発表。一旦解雇した320名を再雇用し、番組製作を再開したが、2014年3月以降、新たなテレビドラマの制作は中断した。
会社側では、2014年7月1日の放送開始を目指していたが、期限内にワンセグ方式による放送許可が下りなかったため、インターネット放送局としての開局に方針を切り替え、2014年11月19日に開局した。
地上波免許の発行拒否については2014年1月6日に、また4月11日にはモバイル形式放送技術に関して、香港政府の決定を不服として、香港高等法院に司法審査を申請している。
2015年4月24日、香港高等法院は、地上波放送申請の却下についての訴訟で「行政長官と行政会議（閣議）の申請却下の決定は、香港政府の『免許を与える局数に制限なし』という当初の政策に違反している」ことを認め、行政会議の決定見直しを指示する判決を下した。この結果、香港電視網絡が新たに地上波免許を獲得する可能性が出てきた。

## 放送チャンネル
当初予定していた放送チャンネル数は2チャンネルで、広東語による総合放送と、ニュース専門チャンネルであったが、放送方式の変更に伴い、現在はテレビドラマやショッピング番組を放送する1チャンネルのみ放送されている。
なお現段階で製作済みのテレビドラマが190本、バラエティ番組が70本ほどあり、海外から購入した番組も1000本ほどあるという。